# Diuridinae
Diuridinae – podplemię roślin z rodziny storczykowatych (Orchidaceae). Obejmuje 2 rodzaje i około 100 gatunków występujących w  Azji Południowo-Wschodniej, Australii i Oceanii.

## Systematyka
Podplemię sklasyfikowane do plemienia Diurideae z podrodziny storczykowych (Orchidoideae) w rodzinie storczykowatych (Orchidaceae), rząd szparagowce (Asparagales) w obrębie roślin jednoliściennych.
Wykaz rodzajów
- Diuris Sm.
- Orthoceras R. Br.